# Winninghausen
Winninghausen ist ein Ortsteil der Stadt Barsinghausen am Rande der Region Hannover in Niedersachsen.

## Geografie
Winninghausen liegt am Deister. Im Süden geht das Dorf fließend zum Nachbarort Hohenbostel über. Im Norden wird der Ort von der Bundesstraße 65 eingegrenzt.

## Geschichte
Die erste urkundliche Erwähnung des Ortes Winninghausen erfolgte im Jahr 1246 unter der Bezeichnung „Winingehusen“. In der St.-Martini-Kirche in Stadthagen findet sich, in die südliche Rundung der Chor-Außenwand liegend eingemauert, die Grabplatte des Conradus de Winningehusen, ohne Jahreszahl, mit einem Wappen mit springendem Steinbock.

## Politik

### Stadtrat und Bürgermeister
Winninghausen wird auf kommunaler Ebene von dem Rat der Stadt Barsinghausen vertreten.

### Wappen
Der Entwurf des Wappens von Winninghausen stammt von dem in Gadenstedt geborenen und später in Hannover lebenden Heraldiker und Grafiker Alfred Brecht, der schon die Wappen von Aligse, Bantorf, Barrigsen und vielen anderen Ortschaften im Landkreis Hannover entworfen hat. Die Genehmigung des Wappens wurde am 28. April 1961 durch den Regierungspräsidenten in Hannover erteilt.
| Wappen von Winninghausen | Blasonierung: „In Grün über goldenem Wassermühlenrad ein silberner Widderkopf.“ |
| Wappen von Winninghausen | Wappenbegründung: Für ein Wappen boten sich aus der Geschichte des Ortes nur wenige Anhalte, einmal das ausgestorbene Rittergeschlecht, das fraglos hier seinen Sitz gehabt hat, und eine schon 1304 bezeugte Wassermühle, die zugleich die älteste Kunde über das Dorf gibt. Zum Andenken an die Herren „von Winningehusen“ wurden der Kopf des Widders aus deren Wappen und das Rad der Wassermühle in das Wappen aufgenommen. |

## Kultur und Sehenswürdigkeiten
Siehe Liste der Baudenkmale in Winninghausen

## Verkehr
Winninghausen hat eine Station der S-Bahn Hannover, von der aus man in vier Minuten nach Barsinghausen und in 38 Minuten nach Hannover kommt.
| Linie | Verlauf | Takt   |
| ----- | --- | ------ |
| S 1   | Minden (Westf) – Bückeburg – Kirchhorsten – Stadthagen – Lindhorst (Schaumb-Lippe) – Haste (Han) – Wunstorf – Dedensen-Gümmer – Seelze – Letter – Hannover-Leinhausen – Hannover-Nordstadt – Hannover Hbf – Hannover Bismarckstraße – Hannover-Linden/Fischerhof – Hannover-Bornum – Empelde – Ronnenberg – Weetzen – Lemmie – Wennigsen (Deister) – Egestorf (Deister) – Kirchdorf (Deister) – Barsinghausen – Winninghausen – Bantorf – Bad Nenndorf – Haste (Han) Stand: Fahrplanwechsel Juni 2022 | 60 min |
| S 2   | Nienburg (Weser) – Linsburg – Hagen (Han) – Eilvese – Neustadt am Rübenberge – Poggenhagen – Wunstorf – Dedensen-Gümmer – Seelze – Letter – Hannover-Leinhausen – Hannover-Nordstadt – Hannover Hbf – Hannover Bismarckstraße – Hannover-Linden/Fischerhof – Hannover-Bornum – Empelde – Ronnenberg – Weetzen – Lemmie – Wennigsen (Deister) – Egestorf (Deister) – Kirchdorf (Deister) – Barsinghausen – Winninghausen – Bantorf – Bad Nenndorf – Haste (Han) Stand: Fahrplanwechsel Juni 2022       | 60 min |

Durch den Ort führt der Deisterkreisel, ein circa 100 km langer Radweg rund um den Deister.